# 罗明滕帝国狩猎场

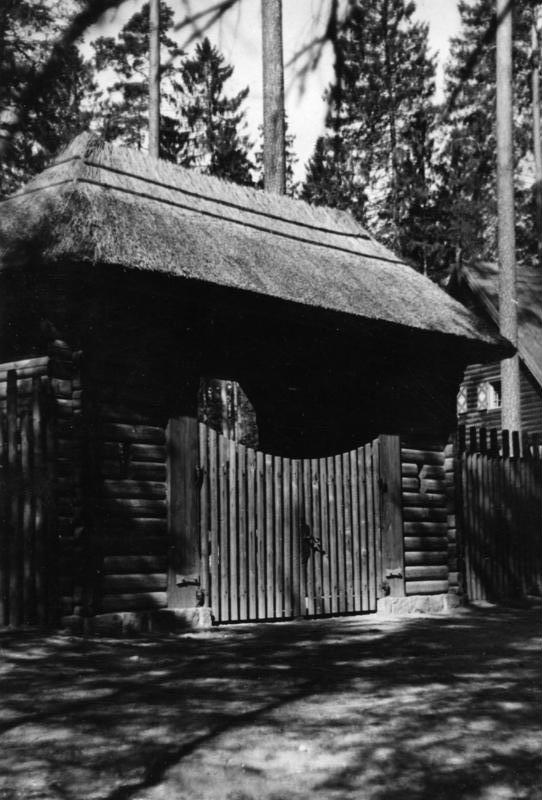
罗明滕帝国狩猎场

罗明滕帝国狩猎场是位於东普鲁士的狩猎园区，赫尔曼·戈林是這個狩獵園區的主人。巴巴羅薩行動爆發后，他曾将这里用作临时总部。

## 历史
普鲁士王族曾长期将东普鲁士的罗明滕森林作为王家猎场。1890-1913年间，德皇威廉二世曾每年都会到访罗明滕，自1891年起，罗明滕狩猎屋归威廉二世所有。1933年9月，威廉二世拒绝让戈林使用狩猎屋。威廉二世死后，戈林从其后人处將前王家狩猎屋據為己有。  
1935年9月，由於無法使用罗明滕狩猎屋，戈林命人在罗明滕森林建造一座猎场，工程于1936年9月完工。附属的野生動物保護區占地近260平方公里。
巴巴羅薩行動爆發后，戈林曾将罗明滕帝国狩猎场用作临时总部。随着贡宾嫩行动的開展，戈林下令摧毁狩猎场，1944年10月20日，戈林的猎场看管人将整片建筑付之一炬。